# 성북동 이종석 별장
성북동이종석별장(城北洞李鍾奭別莊)은 조선 말기에 마포강에서 젓갈장사로 부자가 된 이종석이 1900년경에 지은 별장이다.
이 가옥은 크게 안채와 이에 부속된 행랑채로 구성되었다. 성북동길을 올라가다가 성북2동사무소 건너편에 있는 덕수교회를 왼쪽으로 끼고 꺾어 올라가 이 가옥의 바깥마당을 지나 오른쪽으로 돌면 대문이 나온다. 대지의 남쪽에 위치한 대문을 들어서면 행랑마당이 나오는데, 행랑마당 맞은쪽에 안마당으로 통하는 중문이 있고, 행랑마당 서쪽 모퉁이에 행랑채가 있다. 안마당 뒤, 서북쪽에 자리잡은 안채는 사랑채 비슷한 별장의 성격을 띤 건물이다. 안채는 동남향하며 자리잡았고, 동쪽으로는 정원이 가꾸어져 있다. 이 가옥 뒤편으로는 소나무와 전나무로 숲을 이루는 낮은 언덕이 펼쳐져 있고, 바깥마당 서북쪽으로는 우물이 있으며, 안마당에는 정원이 가꾸어져 있다. 대지 주위로는 회색 전벽돌로 쌓은 영롱담이 둘러져 있는데, 지금의 것은 1997년 다시 쌓은 것이다. 원래 안채 동남쪽 아래 현재 주차장 자리에는 연당과 정자가 있었다고 하나 지금은 없다.

## 참고자료
- 성북동 이종석 별장 - 국가유산청 국가유산포털

 본 문서에는 서울특별시에서 지식공유 프로젝트를 통해 퍼블릭 도메인으로 공개한 저작물을 기초로 작성된 내용이 포함되어 있습니다.